# Sophronica fuscofasciata
Sophronica fuscofasciata là một loài bọ cánh cứng trong họ Cerambycidae.